# Chivhu
Chivhu – miasto w środkowym Zimbabwe, w prowincji Maszona Wschodnia. Według danych na rok 2012 liczyło 12 958 mieszkańców.